# Benetton B196
Chronologie des modèles (1996)
Benetton B195 Benetton B197
La Benetton B196 est la monoplace de Formule 1 engagée par l'écurie italienne Benetton Formula lors de la saison 1996 de Formule 1. Elle est pilotée par le Français Jean Alesi et l'Autrichien Gerhard Berger, tous deux transfuges de la Scuderia Ferrari, en remplacement de Johnny Herbert , parti chez Sauber, et de Michael Schumacher, parti chez Ferrari. Les pilotes-essayeurs sont l'Italien Vincenzo Sospiri et le Britannique Allan McNish. À partir de cette saison, Benetton Formula est sous nationalité italienne alors qu'elle courait sous licence britannique depuis sa création.

## Historique

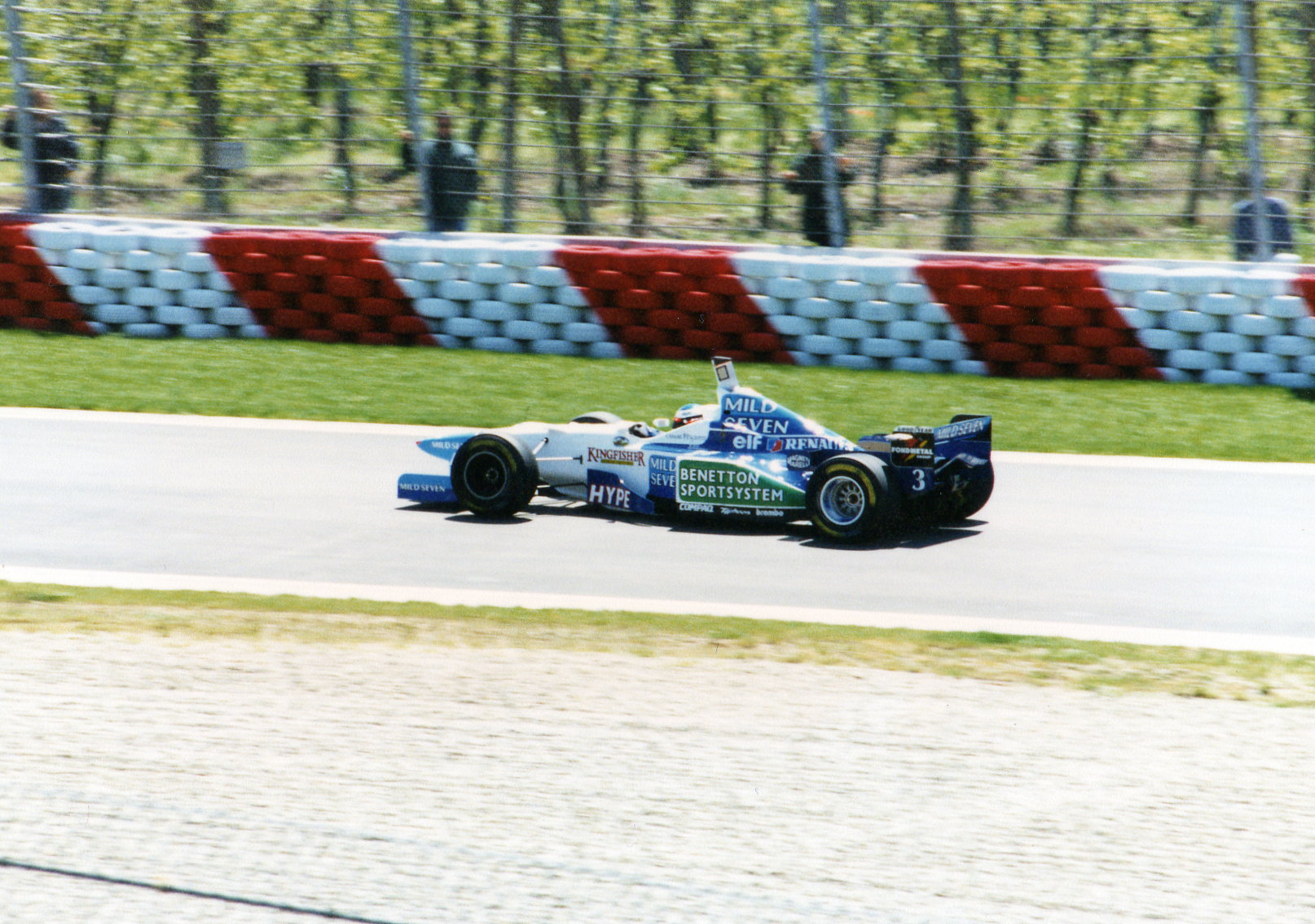
Jean Alesi sur la Benetton B196 aux essais libres du Grand Prix de Saint-Marin 1996.

La Benetton B196 se distingue de sa devancière, la Benetton B195, championne du monde des pilotes avec Michael Schumacher et des constructeurs, par une boîte de vitesses à sept rapports plus lourde que la précédente qui entraîne une nouvelle répartition des masses de la monoplace italienne. Ce surpoids à l'arrière de la voiture est compensée par un empattement plus long, passant ainsi de 2 880 mm à 2 990 mm. La B196 est également moins rapide que la Williams FW18, équipée du même moteur V10 Renault RS8, en raison d'une boîte à air défaillante. Ces inconvénients techniques empêchent donc Benetton de conserver ses titres pilotes et constructeurs.
La saison commence par une quatrième place de Gerhard Berger au Grand Prix d'Australie. Au Grand Prix suivant, au Brésil, le pilote autrichien abandonne à la suite d'un problème hydraulique alors que son coéquipier, Jean Alesi, parti huitième, termine deuxième alors qu'il menait pendant trois tours,. Lors du Grand Prix d'Argentine, le Français monte à nouveau sur le podium en finissant troisième alors que Gerhard Berger abandonne au cinquante-sixième tour à la suite d'un problème de suspension. L'Autrichien imite son coéquipier à Saint-Marin. À Monaco, les deux pilotes Benetton réalisent leurs meilleures qualifications de l'année en se qualifiant en troisième et quatrième place mais abandonnent sur ennuis mécaniques alors que le Français menait la course depuis dix-neuf tours,,. Gerhard Berger ne rallie plus l'arrivée jusqu'au Grand Prix de France où il termine quatrième tandis que son coéquipier monte pour la troisième fois consécutive sur le podium.

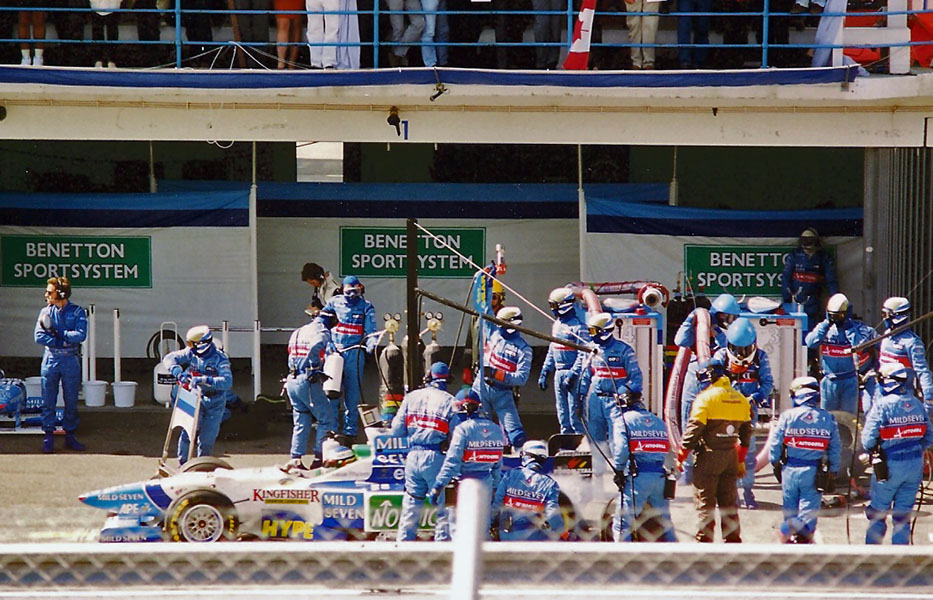
Le stand de Jean Alesi au Grand Prix du Portugal 1996.

Pour le Grand Prix de Grande-Bretagne, la Benetton B196 est dotée d'un nouveau fond plat ainsi qu'un extracteur et des suspensions modifiés. Ces ajustements permettent à Gerhard Berger de terminer deuxième. En Allemagne, les deux pilotes Benetton, partis deuxième et cinquième, prennent la tête de la course dès le premier tour et mènent jusqu'au quarante-deuxième tour où l'Autrichien abandonne sur casse moteur. S'il est tout de même classé treizième pour avoir fait plus de 90 % de la course, Jean Alesi parvient à conserver sa deuxième place jusqu'à la ligne d'arrivée,. Le Français réitère cette performance en Italie et termine troisième en Hongrie, deux manches du championnat où Berger abandonne sur ennuis mécaniques,.
À la fin de la saison, Benetton Formula termine troisième du championnat des constructeurs avec 68 points. Jean Alesi termine quatrième du championnat des pilotes avec 47 points et Gerhard Berger termine sixième avec 21 points.

## Engagement auTrofeo Indoor di Formula 1
Les 7 et 8 décembre 1996, Benetton Formula participe pour la première fois au Trofeo Indoor di Formula 1, une épreuve d'exhibition organisée en marge du Motor Show de Bologne, une exposition internationale reconnue par l'Organisation internationale des constructeurs automobiles qui se tient dans les salons de la foire de Bologne. Bien que l'épreuve soit baptisée indoor, la piste, d'une longueur de 1 300 mètres, est située à l'extérieur des locaux de l'exposition. Pour cette neuvième édition, Benetton affronte l'écurie Ligier dont c'est la première participation à cette compétition, et la Scuderia Minardi, une habituée de l'épreuve.
La Scuderia Minardi engage deux monoplaces Minardi M195B confiées à deux pilotes titulaires, l'Italien Giovanni Lavaggi et le Brésilien Tarso Marques,. Ligier confie deux exemplaires de sa JS43 à l’un de ses pilotes titulaires, Olivier Panis, ainsi qu'au le Japonais Shinji Nakano, récemment recruté par l'écurie française,. Enfin, Benetton fait appel aux Italiens Jarno Trulli, ancien pilote Minardi en 1996 et Giancarlo Fisichella, remplaçant de Trulli au sein de l'écurie italienne en 1997, pour piloter la Benetton B196,.
Lors du tour préliminaire, Jarno Trulli se classe premier de l'épreuve suivi de son coéquipier, Giancarlo Fisichella. Le pilote Minardi Giovanni Lavaggi prend la troisième place, suivi par le pilote Ligier Shinji Nakano. Tarso Marques et Olivier Panis terminent respectivement en cinquième et sixième positions. Bien que Nakano est qualifié pour la phase finale de l'épreuve, sa monoplace est trop endommagé et laisse sa place à Marques. Les deux pilotes Ligier sont donc éliminés. La phase finale se compose de deux manches à élimination directe, les pilotes devant remporter deux courses pour se qualifier à la manche suivante. Lors de la première manche, Giancarlo Fisichella affronte Tarso Marques, qu'il domine en remportant deux courses alors que le pilote Minardi n'en gagne aucune. Jarno Trulli perd quant à lui sa demi-finale face à Giovanni Lavaggi qui remporte deux courses alors que le pilote Benetton n'en remporte aucune. Lavaggi participe alors à la finale qui l'oppose à Fisichella, qui remporte le trophée par deux courses gagnées à zéro.

## Résultats en championnat du monde de Formule 1
| Saison | Écurie                      | Moteur          | Pneus    | Pilotes        | Courses | Courses | Courses | Courses | Courses | Courses | Courses | Courses | Courses | Courses | Courses | Courses | Courses | Courses | Courses | Courses | Points inscrits | Classement |
| Saison | Écurie                      | Moteur          | Pneus    | Pilotes        | 1       | 2       | 3       | 4       | 5       | 6       | 7       | 8       | 9       | 10      | 11      | 12      | 13      | 14      | 15      | 16      | Points inscrits | Classement |
| ------ | --------------------------- | --------------- | -------- | -------------- | ------- | ------- | ------- | ------- | ------- | ------- | ------- | ------- | ------- | ------- | ------- | ------- | ------- | ------- | ------- | ------- | --------------- | ---------- |
| 1996   | Mild Seven Benetton Renault | Renault RS8 V10 | Goodyear |                | AUS     | BRÉ     | ARG     | EUR     | SMR     | MON     | ESP     | CAN     | FRA     | GBR     | ALL     | HON     | BEL     | ITA     | POR     | JAP     | 68              | 3e         |
| 1996   | Mild Seven Benetton Renault | Renault RS8 V10 | Goodyear | Jean Alesi     | Abd     | 2e      | 3e      | Abd     | 6e      | Abd     | 2e      | 3e      | 3e      | Abd     | 2e      | 3e      | 4e      | 2e      | 4e      | Abd     | 68              | 3e         |
| 1996   | Mild Seven Benetton Renault | Renault RS8 V10 | Goodyear | Gerhard Berger | 4e      | Abd     | Abd     | 9e      | 3e      | Abd     | Abd     | Abd     | 4e      | 2e      | 13e*    | Abd     | 6e      | Abd     | 6e      | 4e      | 68              | 3e         |

Légende : ici 
- * : Le pilote n'a pas terminé la course, mais est classé pour avoir parcouru plus de 90 % de la distance de course.

## Résultats duTrofeo Indoor di Formula 1
| Position | Pilote               | Écurie             | Points |
| -------- | -------------------- | ------------------ | ------ |
| 1        | Jarno Trulli         | Benetton-Renault   | 18     |
| 2        | Giancarlo Fisichella | Benetton-Renault   | 14     |
| 3        | Giovanni Lavaggi     | Minardi-Ford       | 10     |
| 4        | Shinji Nakano        | Ligier-Mugen-Honda | 8      |
| 5        | Tarso Marques        | Minardi-Ford       | 6      |
| 6        | Olivier Panis        | Ligier-Mugen-Honda | 2      |

|  | Demi-finales         | Demi-finales     |                      |   | Finale | Finale |
|  | Demi-finales         | Demi-finales     |                      |   | Finale | Finale |
|  |                      |                  |                      |   |        |        |
|  |                      |                  |                      |   |        |        |
|  |                      |                  |                      |   |        |        |
|  | Giancarlo Fisichella | 2                |                      |   |        |        |
|  | Giancarlo Fisichella | 2                |                      |   |        |        |
|  | Tarso Marques        | 0                |                      |   |        |        |
|  | Tarso Marques        | 0                | Giancarlo Fisichella | 2 |        |        |
|  |                      |                  | Giancarlo Fisichella | 2 |        |        |
|  |                      | Giovanni Lavaggi | 0                    |   |        |        |
|  | Jarno Trulli         | Giovanni Lavaggi | 0                    | 0 |        |        |
|  | Jarno Trulli         |                  |                      | 0 |        |        |
|  | Giovanni Lavaggi     | 2                |                      |   |        |        |
|  | Giovanni Lavaggi     | 2                |                      |   |        |        |